# SLC29A3
SLC29A3 (англ. Solute carrier family 29 member 3) – білок, який кодується однойменним геном, розташованим у людей на 10-й хромосомі. Довжина поліпептидного ланцюга білка становить 475 амінокислот, а молекулярна маса — 51 815.
| 10         |  | 20         |  | 30         |  | 40         |  | 50         |
| ---------- |  | ---------- |  | ---------- |  | ---------- |  | ---------- |
| MAVVSEDDFQ |  | HSSNSTYRTT |  | SSSLRADQEA |  | LLEKLLDRPP |  | PGLQRPEDRF |
| CGTYIIFFSL |  | GIGSLLPWNF |  | FITAKEYWMF |  | KLRNSSSPAT |  | GEDPEGSDIL |
| NYFESYLAVA |  | STVPSMLCLV |  | ANFLLVNRVA |  | VHIRVLASLT |  | VILAIFMVIT |
| ALVKVDTSSW |  | TRGFFAVTIV |  | CMVILSGAST |  | VFSSSIYGMT |  | GSFPMRNSQA |
| LISGGAMGGT |  | VSAVASLVDL |  | AASSDVRNSA |  | LAFFLTATVF |  | LVLCMGLYLL |
| LSRLEYARYY |  | MRPVLAAHVF |  | SGEEELPQDS |  | LSAPSVASRF |  | IDSHTPPLRP |
| ILKKTASLGF |  | CVTYVFFITS |  | LIYPAICTNI |  | ESLNKGSGSL |  | WTTKFFIPLT |
| TFLLYNFADL |  | CGRQLTAWIQ |  | VPGPNSKALP |  | GFVLLRTCLI |  | PLFVLCNYQP |
| RVHLKTVVFQ |  | SDVYPALLSS |  | LLGLSNGYLS |  | TLALLYGPKI |  | VPRELAEATG |
| VVMSFYVCLG |  | LTLGSACSTL |  | LVHLI      |  |            |  |            |

A: Аланін

C: Цистеїн

D: Аспарагінова кислота

E: Глутамінова кислота

F: Фенілаланін

G: Гліцин

H: Гістидин

I: Ізолейцин

K: Лізин

L: Лейцин

M: Метіонін

N: Аспарагін

P: Пролін

Q: Глутамін

R: Аргінін

S: Серин

T: Треонін

V: Валін

W: Триптофан

Кодований геном білок за функцією належить до фосфопротеїнів. 
Задіяний у таких біологічних процесах, як транспорт, альтернативний сплайсинг. 
Локалізований у мембрані, лізосомі, ендосомах.